# Rejon ałtajski (Chakasja)
Rejon ałtajski (ros. Алтайский район) - jeden z 8 rejonów w Chakasji. Stolicą rejonu jest Bełyj Jar.
100% populacji to ludność wiejska, ponieważ w regionie nie ma żadnego miasta.